# 川越市站
川越市站（日语：／ Kawagoe-shi eki */?）是位於埼玉縣川越市六軒町一丁目，屬於東武鐵道東上本線的鐵路車站。車站編號是TJ 22。

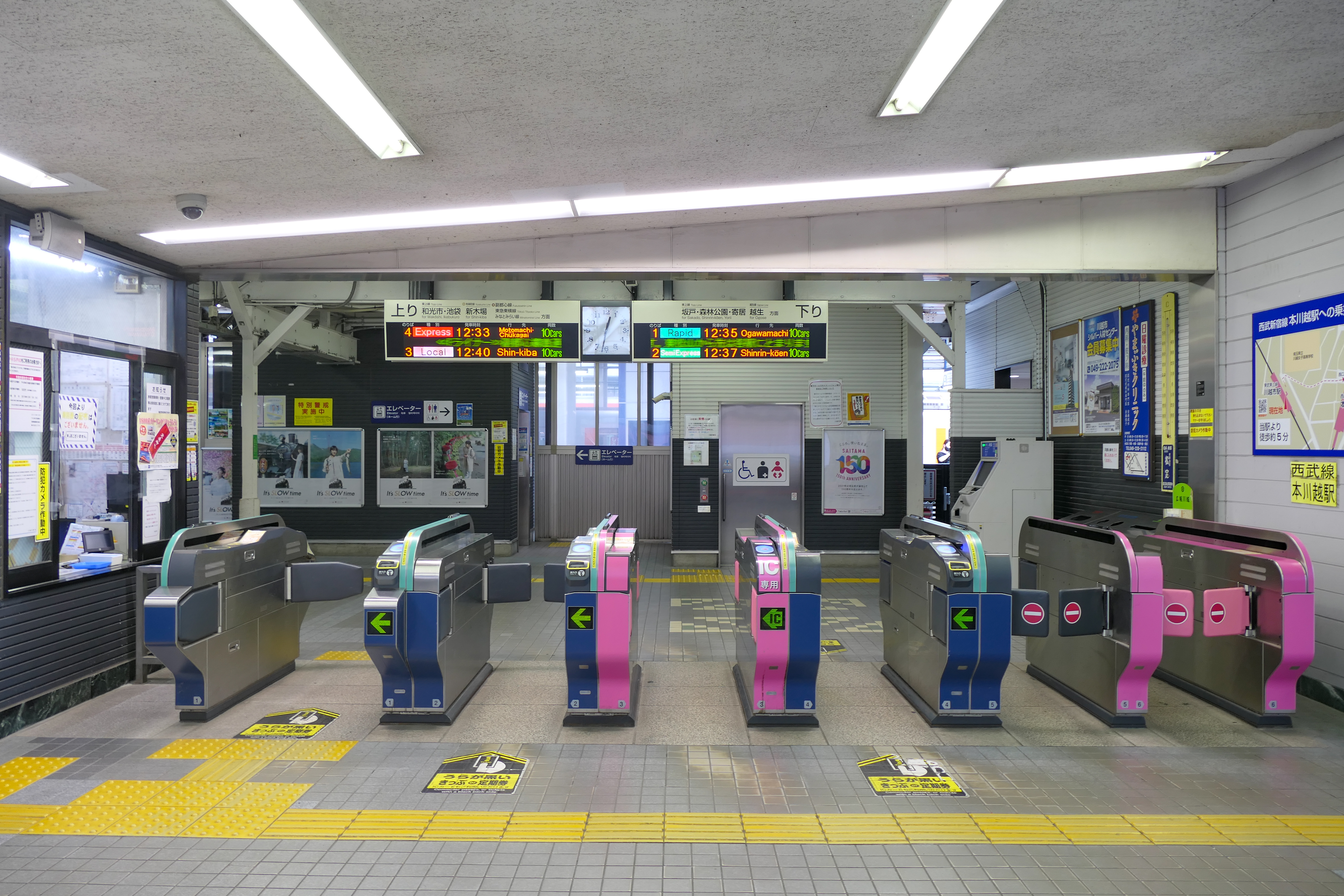
驗票口(2021年8月)

## 車站結構

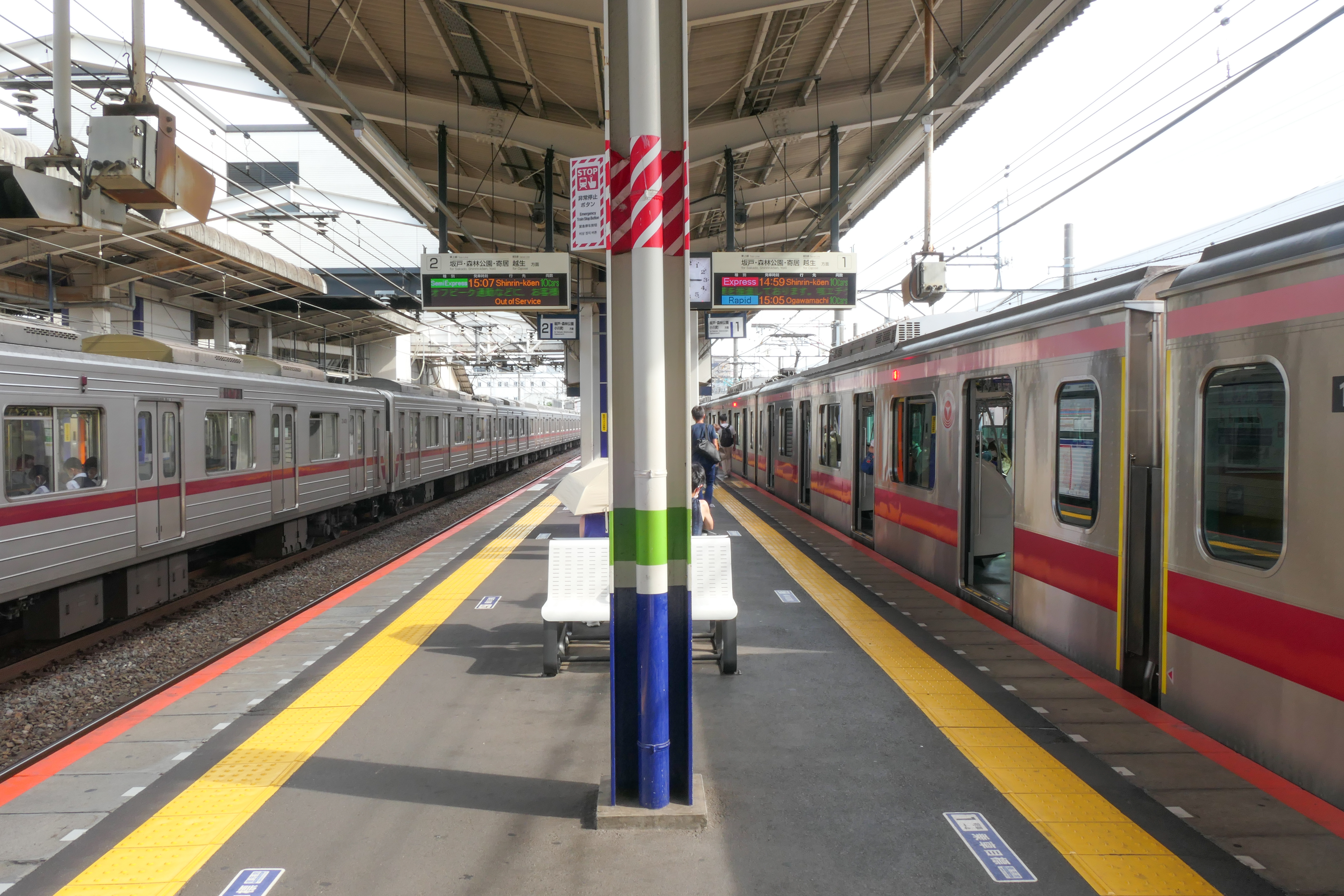
1號與2號月台(2021年8月)

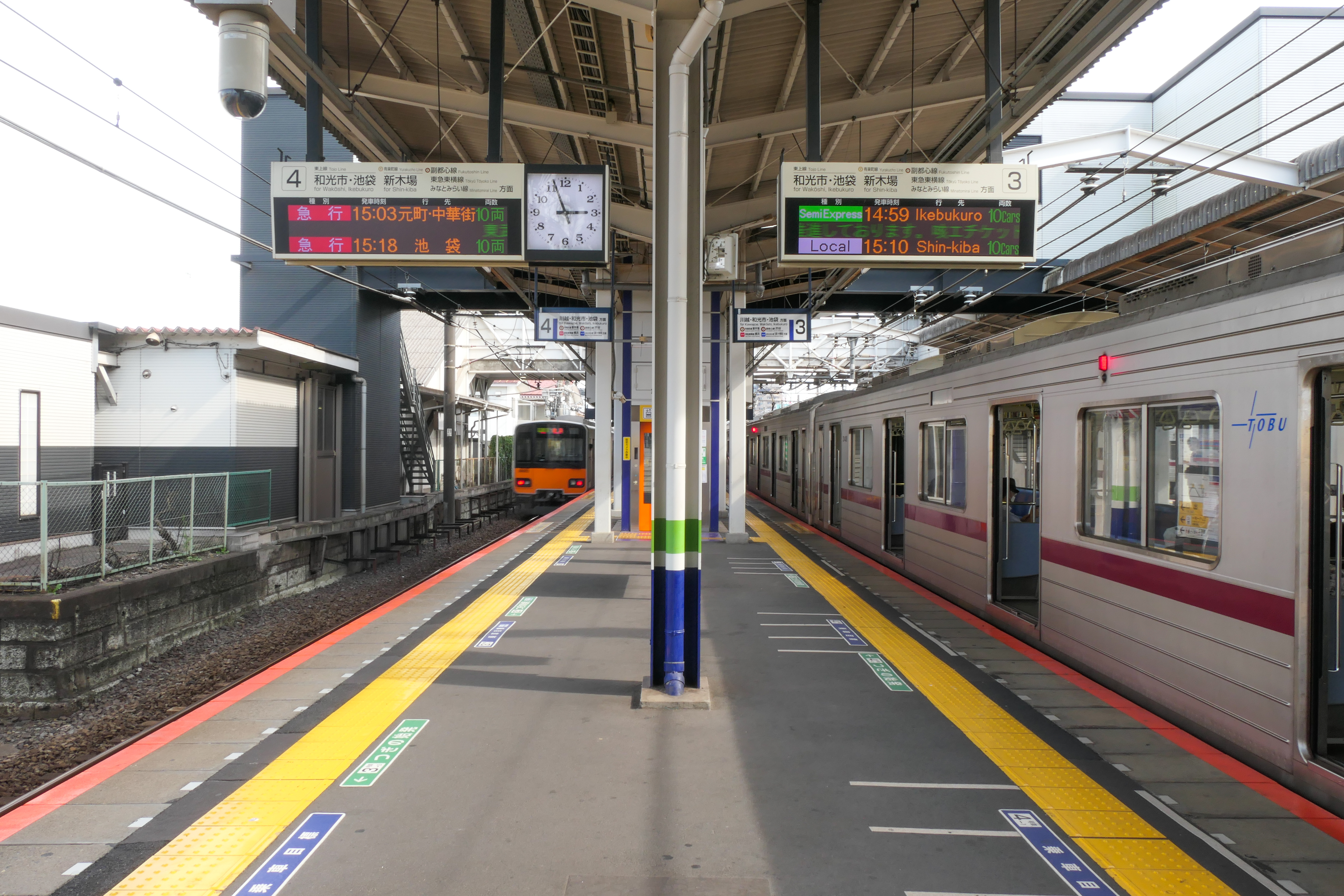
3號與4號月台(2021年8月)

本站為島式月台2面4線的地面車站。車站入口和閘口設於東北側。站房與月台之間以跨線天橋聯絡。一向都未有設置升降機、扶手電梯，但在2010年度計劃設置3部升降機後，2011年4月25日開始使用（未設置扶手電梯）。

### 月台配置
| 月台 | 路線   | 方向 | 目的地                                                                                              |
| ---- | ------ | ---- | --------------------------------------------------------------------------------------------------- |
| 1、2 | 東上線 | 下行 | 坂戶、森林公園、小川町方向                                                                          |
| 3、4 | 東上線 | 上行 | 川越、和光市、池袋方向 有樂町線 新木場、 副都心線 澀谷、 東急東橫線 橫濱、 港未來線 元町·中華街方向 |

2、3號月台是待避線。1、4號月台只有此站始發、終到的列車使用。

## 使用情況
2016年度1日平均上下車人次為41,542人。
近年1日平均上下、上車人次為下表。
| 年度               | 1日平均 上下車人次 | 1日平均 上車人次 |
| ------------------ | ------------------ | ---------------- |
| 1978年（昭和53年） | 26,646             |                  |
| 1994年（平成06年） | 39,848             |                  |
| 1998年（平成10年） | 36,225             |                  |
| 2002年（平成14年） | 34,650             |                  |
| 2003年（平成15年） | 34,048             |                  |
| 2004年（平成16年） | 33,588             |                  |
| 2005年（平成17年） | 33,267             |                  |
| 2006年（平成18年） | 33,415             |                  |
| 2007年（平成19年） | 33,351             |                  |
| 2008年（平成20年） | 34,214             |                  |
| 2009年（平成21年） | 34,543             | 16,946           |
| 2010年（平成22年） | 34,702             | 17,042           |
| 2011年（平成23年） | 34,318             | 16,905           |
| 2012年（平成24年） | 34,809             | 17,145           |
| 2013年（平成25年） | 36,085             | 17,805           |
| 2014年（平成26年） | 35,968             |                  |
| 2015年（平成27年） | 37,374             |                  |
| 2016年（平成28年） | 41,542             |                  |

## 相鄰車站
東武鐵道
 東上本線
■TJ Liner（上行：往池袋）
通過
■TJ Liner（下行：往森林公園、小川町）、■快速急行
川越（TJ 21）－川越市（TJ 22）－坂戶（TJ 26）
■快速
川越（TJ 21）－川越市（TJ 22）－若葉（TJ 25）
■急行、■準急、□普通
川越（TJ 21）－川越市（TJ 22）－霞關（TJ 23）

## 外部連結
- 川越市（車站資訊） - 東武鐵道